# Euepalpus flavicauda
Euepalpus flavicauda là một loài ruồi trong họ Tachinidae.